# Соловьёва, Грета Георгиевна
Грета Георгиевна Соловьева (род. 30 октября 1939, Ереван, Армянская ССР, СССР) — доктор философских наук, профессор, академик Академии социальных наук, автор многочисленных публикаций по философской компаративистике, гендерологии, философии образования, диаспорологии, этике, межэтнической коммуникации. Автор более 70 научних изданий, 18 монографии.

## Образование
Окончила Казахский государственный университет С. М. Кирова по специальности «Журналистика» в 1962 году.
В 1992 году защитила докторскую диссертацию по теме «Негативная диалектика Теодора Адорно в контексте современной западной философии» (17.07.1992).
14.06.1996 года присвоено звание профессора.

## Профессиональная деятельность
Первые пять лет после окончания университета работала корреспондентом радио, телевидения и литературным сотрудником в редакции «Огни Алатау».
После аспирантуры начала работу в РГКП «Институт философии, политологии и религиоведения» в качестве младшего научного сотрудника.
В настоящий момент продолжает работать в Институте на должности главного научного сотрудника.
Темы публикаций преимущественно связаны с разработкой принципов критического, творческого мышления, способствующего децентризации личности и формированию постклассового образа человека.
Много лет занимается гендерными исследованиями и преподает авторский курс «Гендер». Соавтор учебных пособий «Введение в теорию гендера» и «Основы гендерного образования».
Автор более 200 научных трудов, среди которых — 6 монографий, 50 разделов в коллективных монографиях.

## Награды
- Нагрудный знак «За заслуги в развитии науки» (2011)
- Почетная грамота Комитета науки Министерства образования и науки Республики Казахстан (2014)

## Научные труды
- О роли сомнения в познании. — Алма-Ата, 1976. — 8.п.л.
- Идея как форма разрешения противоречия // Роль категории «идея» в научном познании. — Алма-Ата, 1979.
- Догматизм, скептицизм, диалектика // Материалистическая диалектика как логика. — Алма-Ата, 1979.
- Загадка счастья. Опыт философского размышления. — Алма-Ата, 1983.
- Сомнение и философская аргументация // Философские проблемы аргументации. — Ереван, 1984.
- Диалогичность общения: Сократ и Адорно // Проблемы нравственной культуры общения. — Вильнюс, 1986.
- Диалектико-логические импликации античного скептицизма // История диалектики (книга 1). — Алматы, 2000.
- Современная западная философия (От Серена Кьеркегора до Жака Деррида). — Алматы, 2002.
- Проблема счастья в «Никомаховой этике» Аристотеля// Античный вестник. — Алматы, 2004.
- Фридрих Ницше и его декомпозиция античной культуры// Античный вестник. — Алматы, 2006.
- Постмодернистские трансформации античной культуры// Античный вестник. — Алматы, 2007.
- Античный скептицизм и его современные интерпретации// Античный вестник. — Вып.5. — Алматы,2008. — С. 404—421.
- Софисты и Сократ: неоконченный спор// Проблемы истории древнего мира и раннего средневековья. — Вып.1. — Алматы,2009. — С. 96-107.
- Как стать счастливым. Советы Эпикура// Проблемы античного мира и современность. — Вып.1. — Алматы, 2010. — С. 150—163.
- Принцип разум а и принцип экзистенции: Сократ в современном мире// Проблемы античного мира и современность. — Вып.2. — Алматы,2011. — С. 417—428.
- Об эросе Платона и постмодернистском соблазне// Проблемы античного мира и современность. — Вып.2013. — Алматы, 2012. — С.393-404.[6]

## Научные статьи
- Интеллект и идентичность: образовательный контекст Интеллект и идентичность: образовательный контекст 2018 — г. 10 — стр. 0
- Интеллект и идентичность: образовательный контекст. (часть II) Интеллект и идентичность: образовательный контекст. (часть II) 2018 — г. 10 — стр. 0
- Национальный код и философский концепт прагматизма Национальный код и философский концепт прагматизма 2018 — г. 18 — стр. 0[7]